# 陳博文
陳博文（1953年—），台灣著名剪接師，剪接作品超過150部，與許多台灣電影導演合作。畢業於國立藝專（台灣藝術大學）廣播電視科。現主持陳博文電影剪接工作室，並致力於剪接人才培育。

## 重要剪輯作品
- 1981年：《1905年的冬天》（首部獨立剪接作品）
- 1991年：《牯嶺街少年殺人事件》（被楊德昌影響對於電影戲劇的看法）
- 1999年：《紅葉傳奇》（首部紀錄片剪接作品）
- 2000年：《一一》
- 2011年：《賽德克·巴萊》（近期最大型三小時以上鉅片剪接作品）

## 獲獎紀錄
- 金馬獎
  - 第36屆 最佳剪輯（作品：《黑暗之光》）
  - 第41屆 年度最佳台灣電影工作者
  - 第43屆 最佳剪輯（與劉春秀，作品：《一年之初》）
- 國家文藝獎
  - 2009年  電影類得主

## 外部連結
- 台灣電影筆記/人物特寫/陳博文[永久]

## 作品列表
| 年份 | 片名               | 合作導演 | 特殊事項 |
| ---- | ------------------ | -------- | -------- |
| 1981 | 《1905年的冬天》   |          |          |
| 1984 | 《忍者神偷》       |          |          |
| 1984 | 《東京來的小寡婦》 |          |          |
| 1985 | 《人間男女》       |          |          |
| 1985 | 《玉樓春》         |          |          |
| 1985 | 《你追我跑》       |          |          |
| 1985 | 《背影》           |          |          |
| 1985 | 《乞丐與藝妲》     |          |          |
| 1985 | 《鹿港摸乳巷》     |          |          |
| 1985 | 《媽祖救世》       |          |          |
| 1985 | 《台北神話》       |          |          |
| 1986 | 《少婦的秘密》     |          |          |
| 1986 | 《兄弟有種》       |          |          |
| 1986 | 《妻子教室》       |          |          |
| 1986 | 《浪漫佳人》       |          |          |
| 1986 | 《瘋狂大作秀》     |          |          |
| 1986 | 《暗夜》           |          |          |
| 1986 | 《小鎮醫生的愛情》 |          |          |
| 1987 | 《精靈寶寶》       |          |          |
| 1987 | 《離魂》           |          |          |
| 1987 | 《未婚爸爸》       |          |          |
| 1987 | 《鬼叫春》         |          |          |
| 1987 | 《魔鬼戰士》       |          |          |
| 1987 | 《白色醡醬草》     |          |          |
| 1988 | 《媽媽再愛我一次》 |          |          |
| 1988 | 《怨女》           |          |          |

## 外部連結
- 陳博文在互联网电影资料库（IMDb）上的資料（英文）（英文）
- 陳博文在香港影庫上的簡介
- 陳博文在豆瓣上的资料（简体中文）
- 陳博文在时光网上的簡介（简体中文）
- 陳博文在时光网上的簡介（简体中文）